# PROSTOR
Торгова мережа магазинів Prostor — один з найбільших представників drogerie сегмента в Україні, що спеціалізується на продажу товарів для краси та догляду в онлайн і офлайн режимі. Асортимент: декоративна косметика, парфуми, засоби для догляду та гігієни, біжутерія, товари для будинку, галантерея, подарунки й сувеніри.
Власник ТЗ Prostor — ТОВ «Стиль Д». Перший магазин відкритий 05.07.2005 року в місті Дніпро. Станом на жовтень 2021 року торгова мережа включає 427 магазинів в 132 містах України. За підсумками 2020 року прибуток склала 36 476 000 гривень. Статутний капітал — 258 124 000 гривень. Кількість працівників — 4072.

## Історія розвитку мережі
У 2005 році відкрито перший магазин в місті Дніпро. Мережею керує ТОВ «Стиль Д».
У 2006 році ProStor оголосив тендер на розробку позиціювання для створення брендової ідентичності. Тендер виграла компанія «Рішень для Брендів GBS».
У липні 2007 року мережа магазинів розширена до 55, обсяг продажів виріс на 107 %.
У 2008 році зареєстрований торговий знак ProStor з поєднанням жовтого і блакитного кольорів.
У 2008 році мережа налічувала 87 магазинів в 10 областях і АРК Крим, 36 містах.
У 2009 році мережа розширена до 111 магазинів.
У 2010 році компанія розвиває власні торгові марки під брендами Bona, NEO і Violetta.
У 2010 році в мережі ProStor проведений ребрендинг, розроблена і впроваджена стратегія розвитку «все для зручності покупця і задоволення від покупки».
У липні 2010 року в Дніпрі відкрито перший магазин нового формату, перша студія манікюру та зачісок ProSalon в магазині ProStor.

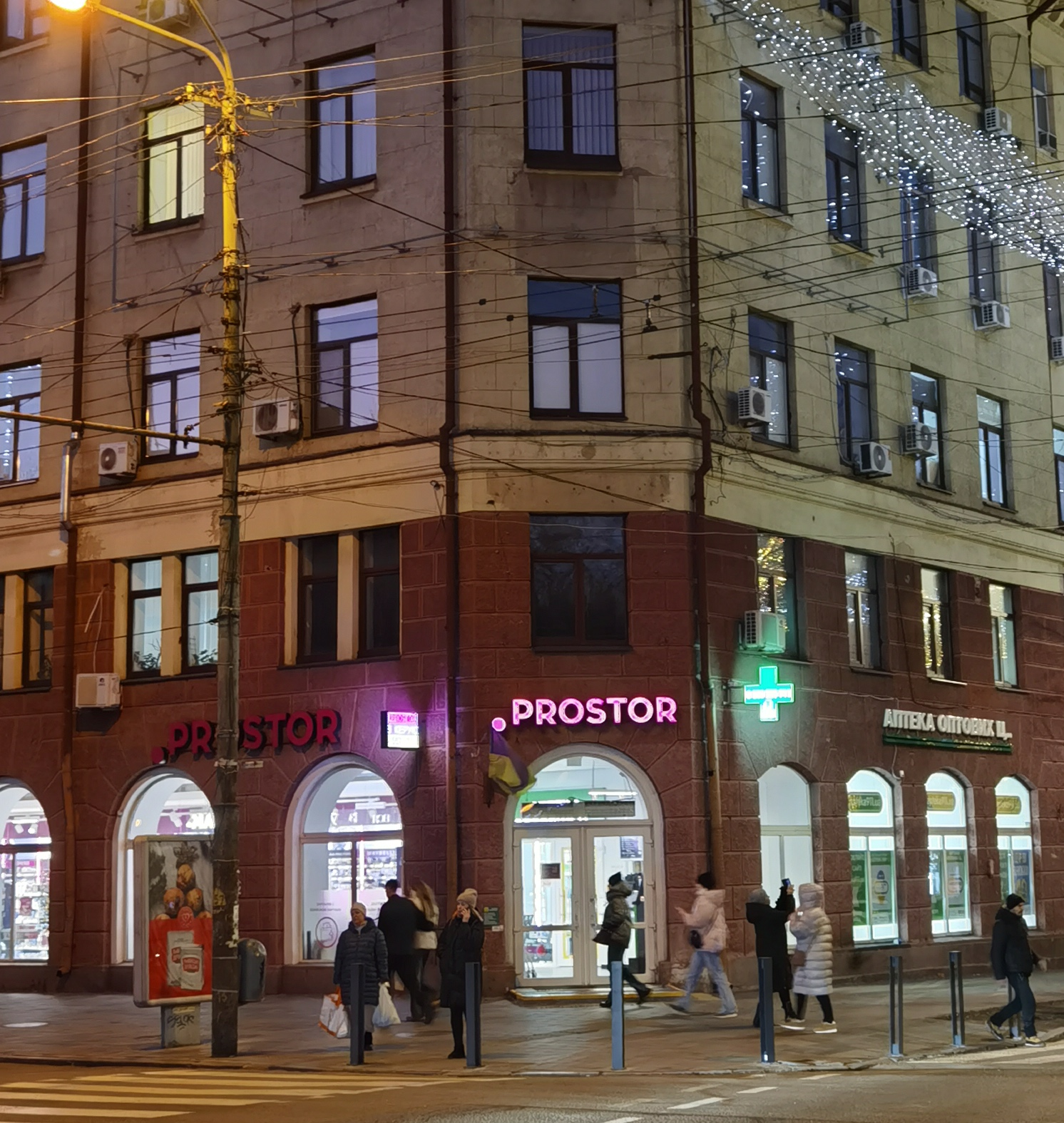
ProStor у Дніпрі

У 2010 році ProStor — перший серед українських drogerie, асортимент якого був поповнений дитячим харчуванням.
У 2010 році бренд представлений 130 магазинами в Україні.
У 2011 році «Стиль Д» розширив мережу магазинів до 140. У Києві відкрито 9-й магазин.
У 2011 році зареєстрований знак ProStor з поєднанням рожевого і бузкового.
У 2012 році розширено асортимент власних торгових марок. Під private label випускаються ватяні диски, губки для миття посуду, віскозні серветки для прибирання, засіб для миття посуду, відбілювач, пакети для сміття, туалетний папір, гігієнічний наповнювач, лаки для нігтів, колготки, вологі серветки.
У 2013 році мережа об'єднала 154 магазини та покривала 60 % регіонів України.
У 2013 році ProStor значно розширив асортимент продукції private label. Портфель представлений 1831 SKU в тому числі лінійкою Organika.
У квітні 2014 року компанія припинила діяльність на території півострова Крим. 7 магазинів мережі продано власнику Eva. У вересні закрито 20 магазинів на непідконтрольній території.
У 2014 році прийнято рішення про автоматизацію технологічних процесів складу. За тендером компанією-інтегратором обраний ФО СПД Кравець А. В. результат: повністю автоматизовано 40 робочих місць, забезпечена безперебійна робота складу в режимі 24/7.
У 2014 році кількість магазинів мережі досягла 178 по всій Україні.
У листопада 2014 запущена бонусна програма лояльності ProStor Club.
У 2015 році портфель private label збільшено вдвічі. Вперше випущені товари категорії «Персональний догляд». Загальна кількість магазинів — 262 в 103 містах України. У 2015 році представлені 2 колекції авторських духів — «Queen collection» і «Glam collection»..
У 2016 році ТС Prostor розширилася до 282 магазинів в 110 містах України і представлена 16 брендами.
У 2017 році в торговій мережі Prostor впроваджена автоматизація системи лояльності за допомогою платформи bmp'online. Підсумок: власники карт Prostor Club генерують до 60 % товарообігу і 50 % покупок.
У травні 2018 Prostor відкриває 300-й магазин. Мережа представлена в 112 містах України.
У 2018 році розпочато переговори Власники мережі Prostor ведуть переговори про покупку бізнесу компанії «Космо».
У 2019 переглянуто позиціювання бренду. Проведена робота по мобільному маркетингу і цифровій трансформації. Компанія виділила основний меседж креативу @ Prostor- «Бути б'юті». Результат: продажі збільшилися на 32 %, по картах лояльності — на 40,8 %.
У травні 2020 року закрита угода по покупці бізнесу КОСМО мережею PROSTOR.
У 2020 році компанія налічує 426 торгових точок і займає 2 місце в секторі дрогері-рітейлу в Україні.
У жовтні 2021 року АМКУ дав дозвіл власнику мережі магазинів Prostor Вадиму Тугаю на придбання компанії «Суматра ЛТД» — власника «Космо». Схвалено операцію на покупку акцій через дочірню компанію Ringside Limited.
В 2021 році Prostor розвиває власну мережу непродовольчих товарів і відкриває магазини «Ізі» в Києві і Дніпрі.

## Власні торгові марки
Мережа Prostor розвиває власні торгові марки з 2010 року. Сьогодні це 21 бренд ексклюзивних товарів з позначкою «Тільки в Prostor». Перші — Bona, NEO і Violetta.
| Напрям                    | ТМ |
| Жіноча серія              | «Flirty», «Violetta», «Glam collection», «Queen collection», «FRESCO», «Рецепти Любушки», «LORENA beauty», «LORENA Professional». |
| Чоловіча серія            | «Royal collection», «Pixcell», «Grand collection».                                                                                |
| Дитяча серія              | «Bebis», «Друзяки діточок». |
| Серія товарів для догляду | «Vivafruts», «Yagoda», «NEO», «Tendresse de la Nature».                                                                           |
| Household                 | «Glanzen», «Super Diya», «Bona», «Секрети Господині».                                                                             |

## Нагороди
2007 — Найкращий продукт року в номінації «Мережа магазинів (косметика, парфумерія, товари для будинку, сувеніри та подарунки)».
Рік випуску 2008 — Торгова мережа Prostor визнана національною.
2015 — Національна В2В Премія «PrivateLabel — 2015. Найкращий партнер року між мереж». Перемога в номінації "Кращий проєкт PrivateLabel року -«Внесок в розвиток товарної категорії».
2016 — за даними журналу «ТОП 100. Рейтинг найбільших» Prostor увійшов в ТОП 5 найприбутковіших б'юті-ритейлерів України.
2017 — Премія Retail awards 2017 «Вибір споживача» в номінації «Мережа магазинів краси, здоров'я і побутової хімії» — III місце.
I півріччя 2021 — 4 місце в номінації «Кращий вибір» щодо голосування користувачів порталу рекомендацій «Favor».

## Соціальні проєкти
Секретний Санта. Мережа магазинів Prostor напередодні новорічних свят організовує виконання бажань дітей з дитячих будинків.